# Maguinho
Maguinho, pseudonimo di Magno José da Silva (Dores do Turvo, 6 gennaio 1992), è un calciatore brasiliano, difensore del Ponte Preta.

## Palmarès

### Club

#### Competizioni nazionali
- Campeonato Brasileiro Série D: 1

Tupi: 2011
- Supercoppa del Giappone: 1

Kawasaki Frontale: 2019
- Coppa J. League: 1

Kawasaki Frontale: 2019

#### Competizioni statali
- Campionato Potiguar: 1

América-RN: 2015